# Ibrahim Traoré (futbolista)
Ibrahim Benjamin Traoré (Abiyán, Costa de Marfil, 16 de septiembre de 1988) es un futbolista marfileño.

## Trayectoria
Traoré comenzó su carrera en los clubes marfileños CO Korhogo y AS Tanda, antes de fichar por el Al-Ahly Benghazi de la Liga Premier de Libia en 2013. En 2014, se fue al FK MAS Táborsko de la Liga Nacional de Fútbol de la República Checa. Después fue traspasado al Football Club Fastav Zlín de la Liga de Fútbol de la República Checa en septiembre de 2016.
El 3 de septiembre de 2018, el Sportovní Klub Slavia Praga anunció que había fichado a Traoré en calidad de cedido, con obligación de compra. En enero de 2019, Traoré firmó un contrato con Slavia Praga por una tarifa no revelada.

## Selección nacional
En noviembre de 2019 recibió su primera convocatoria internacional con la selección de Costa de Marfil.

## Palmarés

### Títulos nacionales
| Título                               | Club               | País            | Año  |
| ------------------------------------ | ------------------ | --------------- | ---- |
| Copa de la República Checa           | F. C. Fastav Zlín  | República Checa | 2017 |
| Liga de Fútbol de la República Checa | S. K. Slavia Praga | República Checa | 2019 |
| Copa de la República Checa           | S. K. Slavia Praga | República Checa | 2019 |
| Liga de Fútbol de la República Checa | S. K. Slavia Praga | República Checa | 2020 |
| Liga de Fútbol de la República Checa | S. K. Slavia Praga | República Checa | 2021 |
| Copa de la República Checa           | S. K. Slavia Praga | República Checa | 2021 |
| Copa de la República Checa           | S. K. Slavia Praga | República Checa | 2023 |